# Nick Cave
Nick Cave, all'anagrafe Nicholas Edward Cave (Warracknabeal, 22 settembre 1957), è un cantautore, compositore, scrittore, sceneggiatore e attore australiano.
Grazie ad una serie di notevoli album e intense esibizioni dal vivo, ha coniato uno stile lirico e musicale inconfondibile, che lo ha imposto come una delle figure più influenti e carismatiche della musica contemporanea.
Dagli esordi post-punk ai lavori recenti, più vicini al cantautorato, Cave ha sviluppato una personalissima rielaborazione dei generi cardine della musica nata negli Stati Uniti (blues, gospel, country), affrontati con lo spirito cupo e sperimentale della new wave e del gothic rock, anche grazie alla sua caratteristica voce gutturale da baritono. I suoi testi, attraversati da una forte tensione religiosa e da un costante senso di apocalisse imminente, affrontano tematiche quali il ruolo del divino nella vita dell'uomo, la ricerca della redenzione, l'angoscia esistenziale e l'amore perduto.
Nick Cave è stato inserito dal critico Piero Scaruffi al primo posto della classifica dei più grandi cantautori della storia.

## Biografia

### Origini: The Birthday Party
Nicolas Edward Cave nacque a Warracknabeal, villaggio nello stato australiano di Victoria, terzogenito di Colin, insegnante di inglese, e di Dawn Cave, bibliotecaria. Cresciuto con un'educazione anglicana, si unì al coro della cattedrale di Wangaratta, dove la famiglia si era trasferita. Durante l'adolescenza studiò alla Caulfield Grammar School di Melbourne, dove incontrò Mick Harvey, con cui fondò la prima band, i Concrete Vulture. Studiò per un breve periodo presso una scuola d'arte. Nel 1978, mentre si trovava in prigione per furto, il padre morì in un incidente stradale.
La band di cui faceva parte, i Concrete Vulture, cambiò nome in Boys Next Door; l'attività musicale venne intensificata in tutta l'Australia e nel 1979 venne pubblicato un LP, Door, Door. In seguito, con la band definitivamente rinominata The Birthday Party, si trasferì in Europa, a Londra, dove divenne noto per l'esuberanza animalesca, violenta e trasgressiva sul palco, e per i concerti rissosi, dovuti all'abuso di alcool e di droghe. In questa città conobbe la cantante punk Lydia Lunch, con la quale i The Birthday Party collaborarono a un EP, Drunk on the Pope's Blood/The Agony Is The Ecstasy. Con i The Birthday Party pubblicò quattro album e diversi EP e singoli. La band si sciolse nel 1983, poco dopo essersi trasferita a Berlino Ovest.

### Anni ottanta: la nascita dei Nick Cave and the Bad Seeds
In seguito allo scioglimento dei The Birthday Party, fondò i Nick Cave and the Bad Seeds, con il chitarrista Blixa Bargeld degli Einstürzende Neubauten, il bassista Barry Adamson e il chitarrista Hugo Race, oltre al già membro dei Birthday Party, Mick Harvey. Anita Lane, all'epoca sua fidanzata, collaborò alla scrittura di qualche testo. Nel 1984 uscì From Her to Eternity, il primo LP dei Nick Cave and the Bad Seeds.
Negli anni successivi, con la stessa band pubblicò The Firstborn Is Dead nel 1985, Kicking Against the Pricks e Your Funeral... My Trial nel 1986, e Tender Prey nel 1989. Durante la lavorazione di Tender Prey, iniziò un periodo di disintossicazione dalla droga.

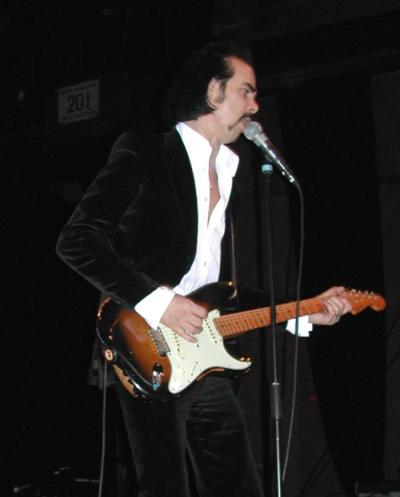
Nick Cave in concerto nel 2006.

### Anni novanta
Poco prima della caduta del Muro, lasciò Berlino e si trasferì in Brasile, a San Paolo, con la fidanzata Viviane Carneiro. Il figlio della coppia, Luke, nacque nel 1991. Con la sua band pubblicò, poi, The Good Son nel 1990, e Henry's Dream nel 1992, dischi ispirati dalla storia d'amore e dalla nascita del figlio. Nella primavera del 1993 tornò a Londra e, nel 1994, uscì Let Love In.
Nel 1996, sempre coi Bad Seeds, pubblicò Murder Ballads, buon successo commerciale soprattutto grazie al singolo Where the Wild Roses Grow, in collaborazione con Kylie Minogue. Il disco contiene anche il contributo della cantante inglese PJ Harvey alla reinterpretazione al brano popolare americano Henry Lee.
Nick Cave ebbe, quindi, una breve relazione sentimentale con la Harvey stessa, seguita dall'uscita di The Boatman's Call del 1997.

### Anni duemila: nuovi dischi, Grinderman
In seguito, conobbe la modella inglese Susie Bick, che sposò nel 1999 e dalla quale ebbe due figli gemelli, Arthur ed Earl. Nel 2000 venne insignito del Premio Tenco. Nel 2001 con la band pubblicò No More Shall We Part, quindi, nel 2003, Nocturama e il doppio Abattoir Blues/The Lyre of Orpheus nel 2004, primo album dei Nick Cave and the Bad Seeds senza il chitarrista Blixa Bargeld.
Nel 2005 uscì B-Sides & Rarities, una raccolta di cinquantasei brani della band divisi in tre CD. Nel 2007 pubblicò un album con la sua nuova band, i Grinderman, un progetto garage rock con forti influenze post-punk che rievoca la vecchia band, i Birthday Party. La formazione comprende Cave alla voce, al pianoforte e alla chitarra, oltre a tre membri dei Nick Cave and the Bad Seeds: Warren Ellis al violino, Martyn P. Casey al basso, e Jim Sclavunos alla batteria. Nel 2008 tornò a lavorare coi Bad Seeds, pubblicando Dig, Lazarus, Dig!!!. All'inizio del 2009, il compagno e cofondatore Mick Harvey abbandonò la band dopo vent'anni di collaborazione.

### Anni duemiladieci
Il 14 settembre 2010 viene pubblicato Grinderman 2, il secondo album dei Grinderman. L'anno seguente, in dicembre, Nick Cave annuncia lo scioglimento del gruppo durante un festival musicale in Australia. Il 19 febbraio 2013 esce Push the Sky Away, il primo album di studio di Nick Cave and the Bad Seeds senza Mick Harvey, pubblicato sotto l'etichetta discografica Bad Seeds Ltd. Il 15 luglio 2015 viene data la notizia della morte del figlio Arthur, avvenuta il giorno precedente nell'ospedale Royal Sussex County, dove era stato portato in seguito a una caduta da una scogliera a Ovingdean Gap, vicino a Brighton, nel Sud dell'Inghilterra.

### Anni duemilaventi
Il 25 febbraio 2021 esce in digitale il disco Carnage, scritto e registrato con Warren Ellis.
Il 9 maggio 2022 viene data la notizia della morte del figlio Jethro Lazenby, morto a 31 anni, sette anni dopo il figlio Arthur.
Il 29 agosto 2024 con The Bad Seeds pubblica l'album Wild God.

### Carriera cinematografica
Nel 1987, insieme ai Bad Seeds, comparve nel ruolo di se stesso nel film del regista tedesco Wim Wenders Il cielo sopra Berlino, interpretando dal vivo in un locale i brani The Carny e From Her to Eternity. Nel 1988 recitò nel film del regista australiano John Hillcoat, Ghosts... of the Civil Dead, per il quale collaborò alla scrittura della sceneggiatura e scrisse la colonna sonora. Nel 1991 recitò in Johnny Suede del regista statunitense Tom DiCillo.
Scrisse la sceneggiatura per il film del 2005 La proposta (The Proposition), sempre di Hillcoat. Alla fine del 2007 realizzò, insieme a Warren Ellis, la colonna sonora per L'assassinio di Jesse James per mano del codardo Robert Ford, film diretto da Andrew Dominik, in cui recitò anche una piccola parte. Nel 2010 il suo brano O Children venne utilizzato nella colonna sonora del film Harry Potter e i Doni della Morte - Parte 1.
Ha scritto la sceneggiatura del film Lawless del 2012, ancora per la regia di John Hillcoat, tratto da una storia vera e basato sul romanzo La contea più fradicia del mondo (The Wettest County in the World) di Matt Bondurant, pubblicato nel 2008. Nel 2014 è protagonista del documentario di Iain Forsyth e Jane Pollard 20,000 Days on Earth. Nel 2016 il regista Andrew Dominik dedica a Nick Cave il film documentario in 3D One More Time with Feeling, presentato fuori concorso alla 73ª edizione della Mostra internazionale d'arte cinematografica di Venezia e incentrato sulla lavorazione all'album Skeleton Tree assieme ai Bad Seeds.

### Carriera letteraria
Nel 1988 Nick Cave ha pubblicato King Ink, raccolta di poesie e testi in prosa, cui ha fatto seguito King Ink II nel 1997. Nel 1989 ha pubblicato il primo romanzo, E l'asina vide l'angelo. Vent'anni dopo, nel 2009, è invece uscito il secondo, La morte di Bunny Munro. Nel 2014 Cave ha scritto il libretto per l'opera Shell Shock per Nicholas Lens. L'opera ha debuttato al Royal Opera House La Monnaie/De Munt a Bruxelles il 24 ottobre 2014.

## Discografia

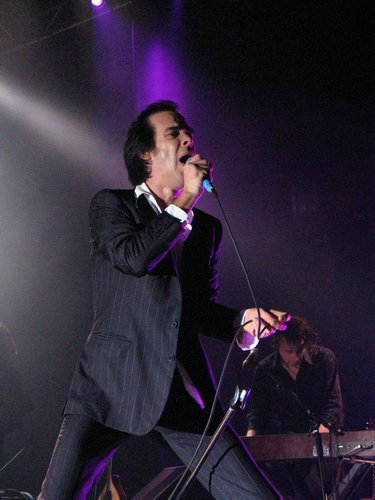
Nick Cave nel 2004

### Boys Next Door/The Birthday Party

#### Album in studio
- 1979 – Door, Door (Mushroom Records)
- 1980 – The Birthday Party (Missing Link Records)
- 1981 – Prayers on Fire (4AD Records)
- 1982 – Junkyard (4AD Records)

### Nick Cave and the Bad Seeds

#### Album in studio
- 1984 – From Her to Eternity (Mute Records)
- 1985 – The First Born Is Dead (Mute Records)
- 1986 – Kicking Against the Pricks (Mute Records)
- 1986 – Your Funeral... My Trial (Mute Records)
- 1988 – Tender Prey (Mute Records)
- 1990 – The Good Son (Mute Records)
- 1992 – Henry's Dream (Mute Records)
- 1994 – Let Love In (Mute Records)
- 1996 – Murder Ballads (Mute Records)
- 1997 – The Boatman's Call (Mute Records)
- 2001 – No More Shall We Part (Mute Records)
- 2003 – Nocturama (Mute Records)
- 2004 – Abattoir Blues/The Lyre of Orpheus (Mute Records)
- 2008 – Dig, Lazarus, Dig!!! (Mute Records)
- 2013 – Push the Sky Away (Bad Seeds Ltd.)
- 2016 – Skeleton Tree (Bad Seeds Ltd.)
- 2019 – Ghosteen (Bad Seeds Ltd.)
- 2024 – Wild God (PIAS Recordings)

### Grinderman

#### Album in studio
- 2007 – Grinderman (Mute Records)
- 2010 – Grinderman 2 (Mute Records)

### Colonne sonore
- 2005 – La proposta, regia di John Hillcoat
- 2007 – L'assassinio di Jesse James per mano del codardo Robert Ford, regia di Andrew Dominik
- 2007 – The English Surgeon, regia di Geoffrey Smith
- 2009 – The Road, regia di John Hillcoat
- 2009 – The Girls of Phnom Penh regia di Matthew Watson
- 2012 – Lawless, regia di John Hillcoat
- 2014 – Loin des hommes, regia di David Oelhoffen[23]
- 2015 – Mustang regia di Deniz Gamze Ergüven
- 2016 – Hell or High Water regia di David Mackenzie
- 2016 – Marte (serie televisiva) regia di Karen Wakefield
- 2017 – I segreti di Wind River (Wind River) regia di Taylor Sheridan
- 2022 – Blonde regia di Andrew Dominik

### Con Warren Ellis
- 2009 – White Lunar
- 2021 – Carnage

Con Shane MacGowan
- 1992 - What a Wonderful World (EP)

## Romanzi
- 1988 - King Ink
- 1989 - E l'asina vide l'angelo (And the Ass Saw the Angel)
- 1997 - King Ink II
- 2009 - La morte di Bunny Munro (The Death of Bunny Munro)

## Filmografia

### Compositore
- Blonde, regia di Andrew Dominik (2022)

### Sceneggiatore
- Ghosts... of the Civil Dead, regia di John Hillcoat (1998)
- La proposta (The Proposition), regia di John Hillcoat (2005)
- Lawless, regia di John Hillcoat (2012)

### Attore
- Il cielo sopra Berlino, regia di Wim Wenders (1987)
- Johnny Suede, regia di Tom DiCillo (1991)
- Rhinoceros Hunting in Budapest, regia di Michael Haussman (1997)
- Ghosts... of the Civil Dead, regia di John Hillcoat (1998)
- L'assassinio di Jesse James per mano del codardo Robert Ford (The Assassination of Jesse James by the Coward Robert Ford), regia di Andrew Dominik (2007)
- 20,000 Days on Earth, regia di Iain Forsyth e Jane Pollard (2014)
- Les Beaux Jours d'Aranjuez, regia di Wim Wenders (2016)
- One More Time with Feeling, regia di Andrew Dominik (2016)
- Il visionario mondo di Louis Wain (The Electrical Life of Louis Wain), regia di Will Sharpe (2021)